# Batocera thomsonii
Batocera thomsonii là một loài bọ cánh cứng trong họ Cerambycidae.